# Забуковє (Крань)
Забуковє (словен. Zabukovje) — поселення в общині Крань, Горенський регіон, Словенія. Висота над рівнем моря: 553 м.